# Thierry Bolloré
Pour les articles homonymes, voir Bolloré (homonymie).
Thierry Bolloré, né le 30 mai 1963, est un dirigeant d'entreprise français.
Après un début de carrière chez Michelin et Faurecia, il rejoint le Groupe Renault en 2012. Il en est nommé directeur général par intérim en novembre 2018 à la suite de l'affaire Carlos Ghosn. Accusé d'avoir favorisé l'intervention du cabinet de conseil américain Boston Consulting Group et d'instaurer un climat de défiance vis-à-vis du partenaire japonais Nissan, il est démis de ses fonctions avec effet immédiat par le conseil d'administration de Renault réuni en urgence en octobre 2019. Entre 2020 et 2022, il est directeur général de Jaguar Land Rover.

## Naissance et vie personnelle
Thierry Bolloré naît en 1963 et grandit à Quimper. Il est titulaire d’un MBA de l’université Paris-Dauphine,. Il est père de cinq enfants.
Passionné de voile, il est propriétaire d'un voilier danois X-37 et d'un Boston Whaler sur lequel il navigue avec Jean-Guy Le Floch.
Il est un lointain cousin de l'homme d'affaires Vincent Bolloré, avec qui il partage un arrière-arrière-grand-père.

## Carrière professionnelle

### Michelin
Thierry Bolloré commence sa carrière en 1990 chez Michelin en tant que chef d’atelier dans une usine de pneus pour poids lourds. En 1993, il devient responsable « Procédés et Qualité » pour l’ensemble des usines poids lourd du monde avant de prendre la tête du groupe Méthodes sur le périmètre « Poids Lourds Europe, Amérique du Sud, Afrique et Asie ».
En 1997, il part au Japon en tant qu’assistant industriel à l’usine pneus tourisme d’Ōta, puis en Thaïlande, en 1998, comme responsable activité Poids Lourd, avant d’être nommé directeur des activités Poids Lourd et Avion[source secondaire souhaitée].
En 2002, il devient vice-président monde, chargé de l’industrie pour la branche Michelin Avion[source secondaire souhaitée].

### Faurecia
En 2005, il rejoint Faurecia, en tant que vice-président Asie, Exhaust Systems Product Group, basé en Chine, puis vice-président monde chargé du Marketing, de la R&D, des Programmes, de la Stratégie et du Développement du business.
En 2010, il rejoint la branche Faurecia Emissions Control Technologies en qualité de vice-président Europe et Afrique du Sud, avant de devenir vice-président monde, chargé de l’Industrie, la Qualité et les Achats.

### Renault
En septembre 2012, Thierry Bolloré rejoint le Groupe Renault,. Il est nommé « directeur des fabrications et de la logistique » en octobre 2012. En septembre de l'année suivante, il est nommé par Carlos Ghosn directeur délégué à la compétitivité, responsable des directions du design, de l'ingénierie, de la fabrication ainsi que de la qualité, de la finance et des ressources humaines[source secondaire souhaitée].
Face à l'insistance de l’État actionnaire vis-à-vis de Carlos Ghosn de préparer sa succession et se trouver un « numéro deux », celui-ci nomme Thierry Bolloré directeur général adjoint du Groupe Renault le 19 février 2018 (chief operating officer, COO), au terme d'un processus de recrutement piloté par le comité des rémunérations présidé par Marc Ladreit de Lacharrière, qualifié de « peu transparent » par certains administrateurs.
Le 19 novembre 2018, le président-directeur général de Renault Carlos Ghosn est arrêté par la justice japonaise à l'aéroport de Tokyo. Afin de ne pas paralyser la prise de décision au niveau supérieur de l'entreprise, le conseil d'administration est réuni en session extraordinaire le lendemain, et met en place une gouvernance provisoire : l'administrateur référent Philippe Lagayette est nommé président et Thierry Bolloré est nommé directeur général par intérim (directeur général délégué),. Il dispose « à titre provisoire » des « mêmes pouvoirs » que le précédent directeur général « empêché »,[source insuffisante].

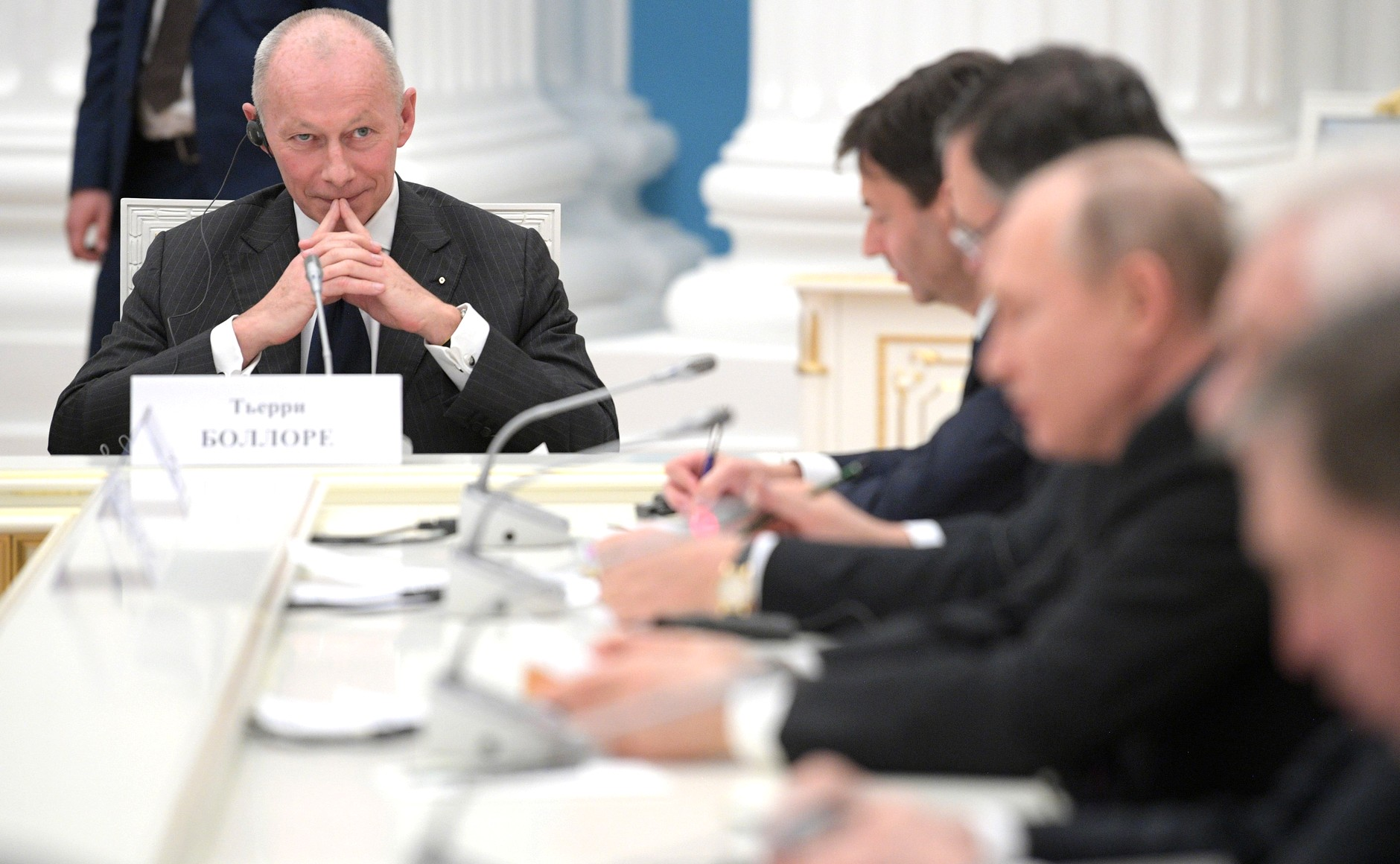
Thierry Bolloré au Kremlin en 2019, Vladimir Poutine à droite.

Le 24 janvier 2019, la gouvernance provisoire du groupe prend fin : Jean-Dominique Senard est nommé président du conseil d'administration et Thierry Bolloré est nommé directeur général du Groupe Renault,[source insuffisante].
Son mandat est marqué par un management « parfois brutal » envers les collaborateurs du groupe, à l'origine d'une fuite des cerveaux vers les constructeurs concurrents comme PSA, ainsi que leur remplacement par la nomination de dirigeants sans expérience de l’automobile issus du cabinet de conseil américain Boston Consulting Group. La presse alerte par ailleurs une première fois sur « un recours immodéré aux consultants » du cabinet.
Le 11 octobre 2019, le conseil d'administration du Groupe Renault se réunit en urgence et décide à l'unanimité moins trois abstentions de démettre Thierry Bolloré de ses fonctions de directeur général « avec effet immédiat »[source insuffisante], fustigeant son management des hommes et des femmes du groupe et lui reprochant une attitude hostile vis-à-vis du partenaire japonais Nissan. Le directeur général déchu dénonce « un coup de force très inquiétant » dans les colonnes des Échos et en appelle au soutien « de l’État actionnaire […] pour ne pas déstabiliser Renault ». La décision du conseil d'administration est néanmoins soutenue par le ministère de l'économie, qui réitère sa confiance à Jean-Dominique Senard.
Le 18 février 2021, le journal Le Monde publie une enquête sur les liens entre Thierry Bolloré et le cabinet de conseil américain Boston Consulting Group (BCG). Le journal rapporte qu'après sa nomination au poste de directeur général adjoint en février 2018, Thierry Bolloré mandate le BCG pour lancer un programme de transformation intitulé « Agile@Scale » puis « Fast » promettant un milliard d'euros de valeur supplémentaire pour l'entreprise, mais dont l'utilité sera rapidement controversée. Des cadres du groupe dénoncent « des montagnes de PowerPoint pleins de mots anglais fourre-tout, de jargon et de principes flous venus inonder les instances de direction du groupe » rédigés par des consultants engagés à des tarifs élevés et disposant « d’une liberté totale d’aller et venir dans l’entreprise ». Le journal détaille l'influence d'un associé du cabinet proche de Thierry Bolloré, au mépris des règles de bonne gouvernance et de transparence en vigueur. Le montant total du contrat signé avec le cabinet avoisinerait les 40 millions d'euros. Dans sa réponse au Monde, le BCG « réfutera catégoriquement l’ensemble de [ces] interprétations et conclusions » et expliquera avoir été mandaté au terme d'un processus d'appel d'offre « rigoureux ». Le président du conseil d'administration Jean-Dominique Senard, a qualifié la situation de « sérieux dysfonctionnement ». Une enquête interne est lancée, mais les conclusions n'ont jamais été rendues publiques.

### Jaguar Land Rover
Le 28 juillet 2020, il est nommé directeur général du constructeur automobile anglais Jaguar Land Rover[source insuffisante]. Cette prise de poste est rendue possible par l'absence de clause de non-concurrence dans les termes financiers de son éviction du Groupe Renault.
Il prend ses fonctions le 10 septembre 2020 et présente le 15 février 2021 le nouveau plan stratégique de Jaguar Land Rover ; intitulé « Reimagine », ce plan vise à une réinvention du luxe moderne durable. Jaguar deviendra une marque 100 % électrique dès 2025 et d’ici à 2025, Land Rover accueillera six modèles 100 % électrique.
Thierry Bolloré fixe à Jaguar Land Rover un objectif zéro carbone sur l’ensemble de ses chaînes de construction, de ses produits et de ses opérations en 2039. Dans ce cadre, Jaguar Land Rover a annoncé un projet de concept motorisé à l’hydrogène sur la base du nouveau Land Rover Defender.
Le 16 novembre 2022, Thierry Bolloré quitte la direction de Jaguar Land Rover et est remplacé à titre temporaire par le directeur financier de l'entreprise, Adrian Mardell.